# Compagnie électrique de la Loire et du Centre
La Compagnie électrique de la Loire et du Centre est une société d'électricité française créée en 1912 par la fusion de la compagnie électrique de la Loire et de l'Énergie électrique du Centre.

## Histoire
Basée à Saint-Étienne, la société s'est constituée sur le modèle de la Compagnie électrique de la Loire (1892-1912), une société anonyme créée pour exploiter une chute d'eau de 7 mètres de haut sur le canal du Forez. Filiale de la Compagnie électrique Edison, la Compagnie électrique de la Loire avait dès 1894 racheté la société électrique du Lignon. Elle avait son siège social à Paris et fut dirigée à partir de 1908 par Georges Viel. 
La Compagnie électrique de la Loire et du Centre compte parmi ses fournisseurs, à partir de 1909, la société hydroélectrique de l'Eau d'Olle, dont l'électricité est distribuée jusqu'à Saint-Etienne, Saint-Chamond et Roanne, ce qui occasionne le déploiement en 1909 d'une ligne à haute tension de 60 000 volts, qui relie Grenoble et Saint-Chamond en 1909.
Elle est liée aussi aux équipementiers comme Philippe Fougerolle et ses frères, le groupe Giros-Loucheur et la CGE. Une augmentation du capital de 10 à 15 millions de francs est décidée par son assemblée générale en 1913, peu après la création de la société, qui est souscrite par la Compagnie générale d'électricité, alors en train de se recentrer sur la fourniture d'équipements pour les lignes à haute tension. 
Entre 1916 et 1918, ce sont les tréfileries et laminoirs du Havre (TLH) qui participèrent au financement de la Compagnie électrique de la Loire et du Centre. Parmi ses projets, une centrale hydro-électrique sur le lac d'Issarlès, envisagée dès 1919 mais qui ne fut réalisée qu'en 1953 par EDF. Elle a récupéré dès 1912 la concession du barrage de Beaumont-Monteux et en 1918 la demande de concession du barrage de La Vanelle, qui sera réalisé en amont dans les années 1950.